# Heel Stone
La Heel Stone és un gran bloc de pedra sarsen que es troba dins de l'avinguda, fora de l'entrada de les terres de Stonehenge. En secció és subrectangular, amb un gruix mínim de 2,4 m, que puja fins a una part superior cònica d'uns 4,7 m d'alçada. L'excavació ha demostrat que hi ha enterrats uns altres 1,2 m.
Es troba a 77,4 m del centre del cercle de Stonehenge. Es tomba cap al sud-oest a gairebé 27 graus de la vertical. La pedra té una circumferència total de 7,6 m i pesa unes 35 tones. Està envoltada per la rasa d'Heelstone o Heelstone Ditch.
Certs mites i llegendes del diable colpejant un "taló de frare" amb una pedra van donar lloc al seu nom excèntric, 'pedra de taló' (traducció al català de Heel Stone).
Només en les últimes tres dècades els científics han utilitzat de manera constant el nom Heel Stone.